# Tagliacozzo
Tagliacozzo [taʎʎaˈkɔttso] ist eine italienische Gemeinde mit 6427 Einwohnern (Stand 31. Dezember 2023) in der Provinz L’Aquila in den Abruzzen. Sie liegt etwa 34 Kilometer südwestlich von L’Aquila und gehört zur Comunità montana Marsica 1.
Tagliacozzo ist Mitglied der Vereinigung I borghi più belli d’Italia (Die schönsten Orte Italiens)

## Geschichte
Im Jahr 1268 wurde in der Nähe des Ortes die Schlacht bei Tagliacozzo ausgetragen.

## Verkehr
Die Eisenbahnstrecke Rom–Sulmona–Pescara führt durch den Ort. Ein Bahnhof befindet sich unmittelbar in Tagliacozzo sowie im Ortsteil Villa San Sebastiano.

## Persönlichkeiten
- Thomas von Celano (um 1190–um 1260), in Tagliacozzo verstorbener Chronist
- Andrea Argoli (1570–1657), Mathematiker, Astronom und Astrologe
- Niccola Bedini (1801–1864), katholischer Geistlicher und Bischof von Terracina, Sezze und Priverno
- Ermanno Amicucci (1890–1955), Journalist und Politiker